# Willisville (Arkansas)
Willisville is een plaats (town) in de Amerikaanse staat Arkansas, en valt bestuurlijk gezien onder Nevada County.

## Demografie
Bij de volkstelling in 2000 werd het aantal inwoners vastgesteld op 188.
In 2006 is het aantal inwoners door het United States Census Bureau geschat op 147, een daling van 41 (-21,8%).

## Geografie
Volgens het United States Census Bureau beslaat de plaats een oppervlakte van
4,1 km², geheel bestaande uit land. Willisville ligt op ongeveer 118 m boven zeeniveau.

## Plaatsen in de nabije omgeving
De onderstaande figuur toont nabijgelegen plaatsen in een straal van 24 km rond Willisville.